# Mezquita Sayyid Yahya Murtuza
La mezquita Sayyid Yahya Murtuza (en idioma azerí: Seyid Yahya Murtuza məscidi) o la mezquita Hazrat Ali (en azerí: Həzrət Əli məscidi) es una mezquita histórica del siglo XVII. Forma parte de la Ciudad Vieja y está situada en la calle Asaf Zeynalli, en la ciudad de Bakú, capital de Azerbaiyán. El edificio también fue registrado como monumento arquitectónico nacional por decisión del Gabinete de Ministros de la República de Azerbaiyán de fecha 2 de agosto de 2001, n.º 132.

## Descripción
Situada en la ruta comercial de las caravanas medievales, esta mezquita fue construida a principios del siglo XVII. Se construyó a expensas de Sayyid Yahya Murtuza, una de las personalidades más influyentes de su época. Actuaba como un clérigo religioso en la mezquita. Fue enterrado en el patio de la mezquita después de su muerte. En la actualidad, su tumba se encuentra junto a la puerta de entrada de la mezquita.
La mezquita funcionó como taller de carpintería durante el período de la República Socialista Soviética de Azerbaiyán.
Después de la década de 1990, la mezquita pasó a formar parte de la Mezquita Juma "Viernes" (Bakú). Actualmente, la comunidad religiosa de la mezquita Hazrat Mohammed opera en la mezquita.
Arquitectónicamente el edificio es de planta cuadrada y tiene una cúpula central. En la pared sur hay un mihrab escalonado estaláctico.

## Galería

Diversas vistas de la mezquita
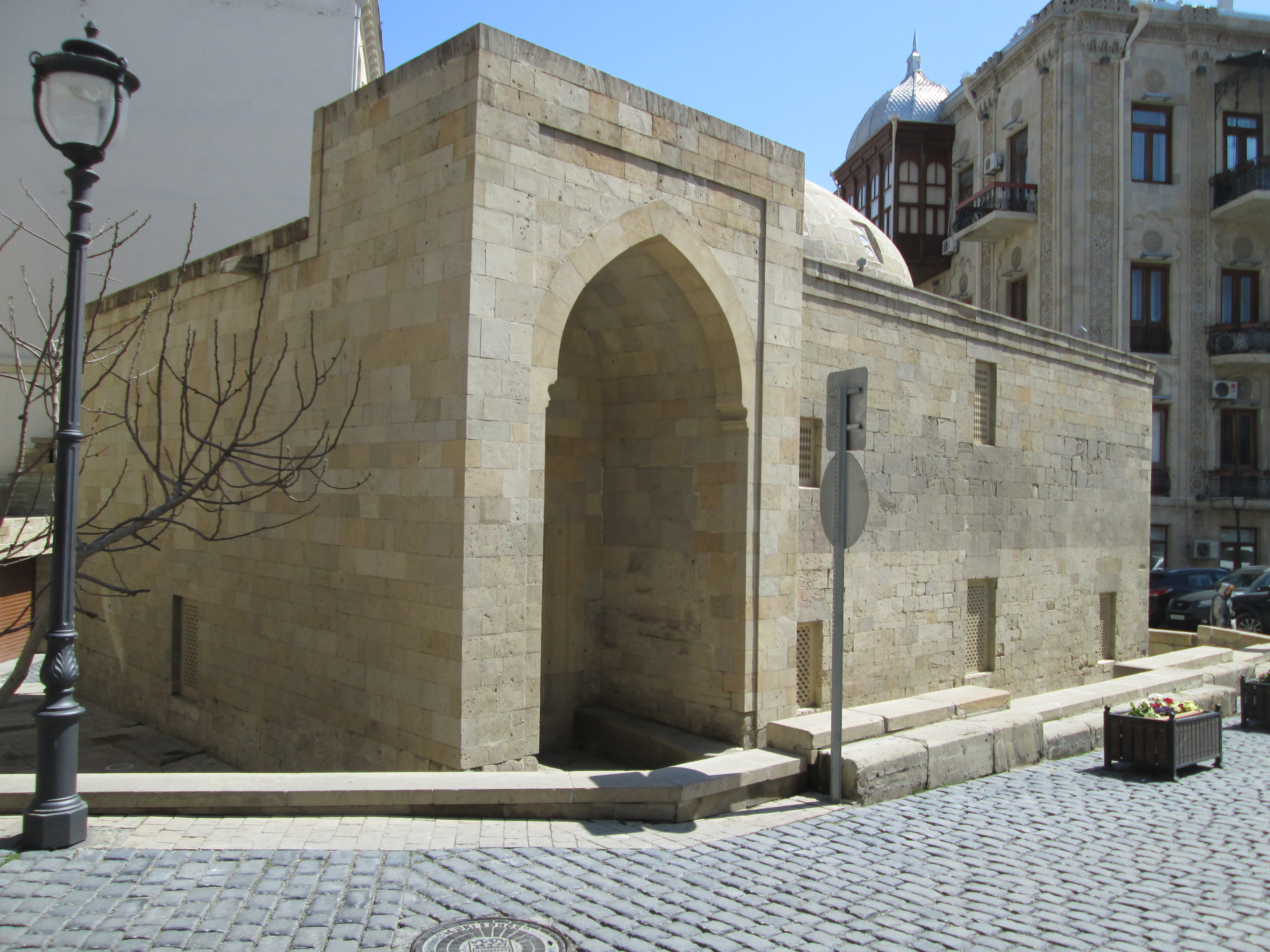
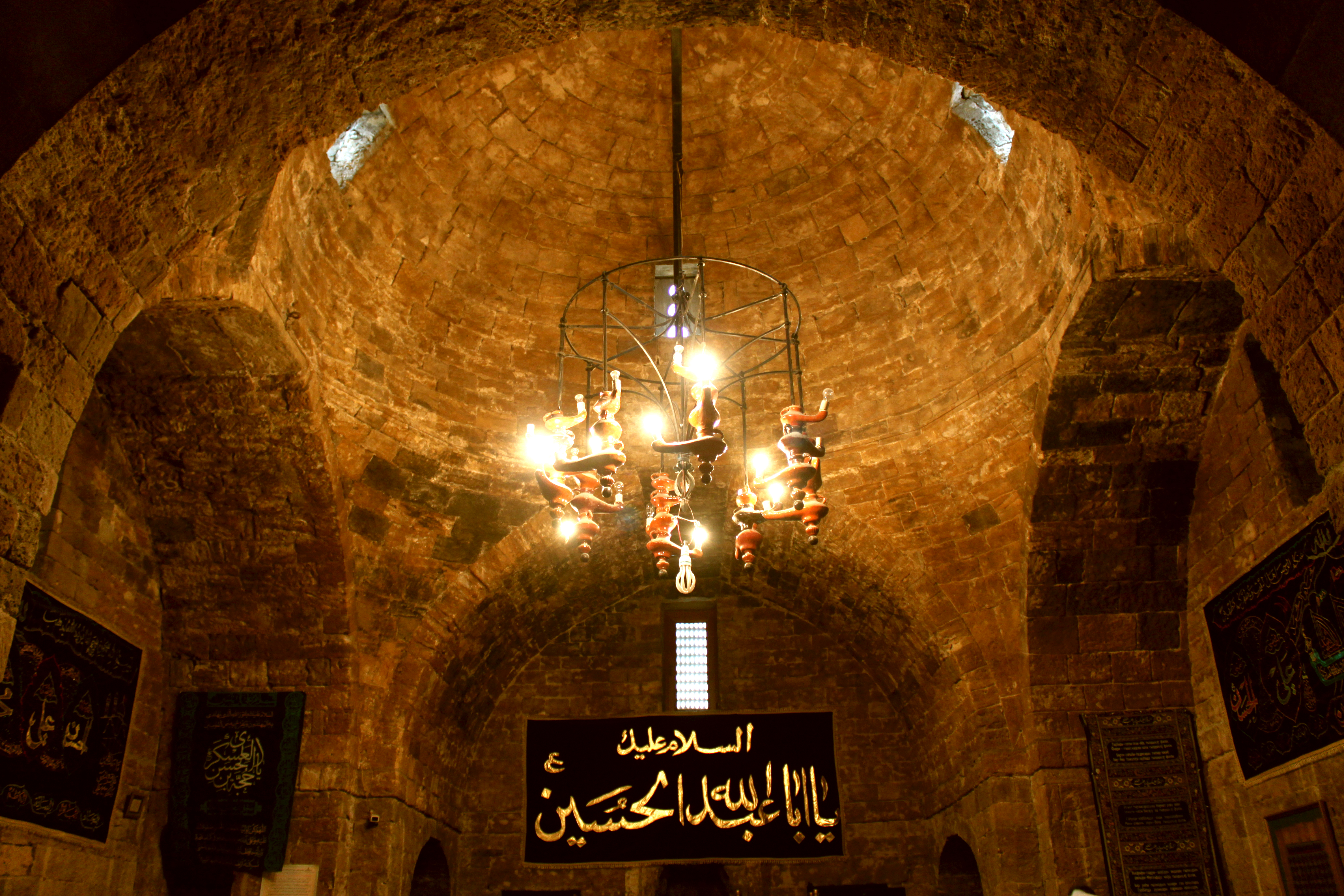
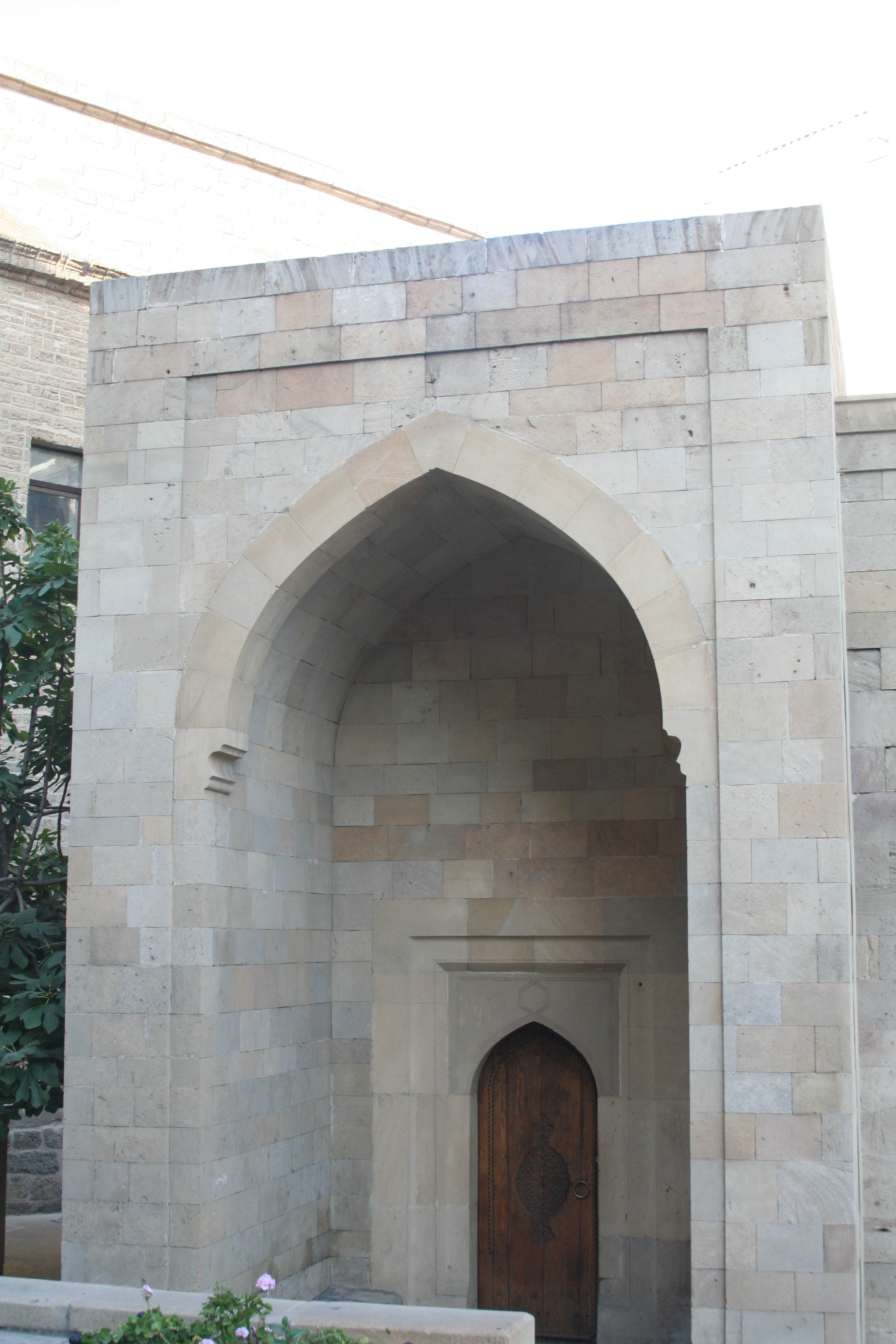